# Lesley Blanch
Lesley Blanch (* 6. Juni 1904 in Chiswick, London; † 6. Mai 2007 in Menton, Frankreich) war eine englische Schriftstellerin.

## Leben
Blanch war eine Tochter kultivierter Eltern. Sie besuchte von 1915 bis 1921 die St Paul’s Girls’ School im Londoner Stadtteil Hammersmith und studierte anschließend bis 1924 an der Slade School of Fine Art Malerei, wo gleichzeitig auch Rex Whistler und Oliver Messel studierten. Szenen- und kostümbildnerische Werke aus ihrer folgenden Zusammenarbeit mit dem aus Russland emigrierten Regisseur Theodore Komisarjevsky wurden 1934 im Museum of Modern Art in einer Ausstellung von Theaterkunst gezeigt.
Während ihres Lebens bereiste sie nahezu die ganze Welt, wobei sie eine besondere Vorliebe für Russland hatte, das sie seit 1932 mehrfach bereiste. Ihre Essays, Artikel und Reiseberichte wurden in vielen britischen Magazinen publiziert, unter anderem in Vogue Britain (1937–1944), The Observer und The New Statesman. Ihre persönlichen Eindrücke, vor allem von der Sowjetunion, hat sie in den autobiografischen Fragmenten Journey into the Mind’s Eye beschrieben.
Zwischen 1930 und 1941 war Blanch mit dem Engländer Robert Alan Wimberley Bicknell und zwischen 1945 und 1962 mit dem französischen Autor Romain Gary verheiratet.
1971 verfasste sie ihre Reiseerfahrungen durch den Oman, Afghanistan, Ägypten, die Golfstaaten bis Usbekistan, zusammen mit Eve Arnold für eine Artikelserie der Sunday Times.

## Ehrungen
- 2001: Order of the British Empire[3]
- 2004: Ordre des Arts et des Lettres.[4]

## Werke (Auswahl)
Autobiographisches
- Journey Into The Mind’s Eye. Fragments of an Autobiography. Eland Press, London 2005, ISBN 0-907871-54-2. (EA London 1968)

Belletristik
- Under A Lilac-Bleeding Star. Travels and travellers. Murray, London 1963.
- The Nine Tiger Man. Collins, London 1965.
  - Deutsch: Der Inder, die Lady und das Biest. Erotisch-romantische Liebesgeschichte. Goldmann, München 1973, ISBN 3-442-03320-9.

Sachbücher
- On the wilder shores of love. A Bohemian life. Virago Books, London 2015, ISBN 978-0-349-00544-7 (EA London 1954, Leseprobe, books.google.de)
  - Deutsch: Sie folgten ihrem Stern. Frauenschicksale im Orient (= Die Frau in der Literatur). Ullstein, Frankfurt/M. 1984, ISBN 3-548-30157-6. (EA Hamburg 1955)
- The Sabres of Paradise. Conquest and Vengeance in the Caucasus. Viking Press, New York 1960.
  - Deutsch: Die Säbel des Paradieses. So trafen die Säbel auf die Musketen des Zaren. Rowohlt, Reinbek 1965.
- Around The World in 80 Dishes. Good food from other lands and how to cook it, told to young America. Garden City New York 1961. (EA New York 1955)
- From Wilder Shores. Murray, London 1989, ISBN 0-7195-4692-3. (Kochbuch)
- Pavilions of the Heart. Weidenfeld & Nicolson, London 1974.
  - Deutsch: Liebe kennt ihren Ort. Schauplätze großer Leidenschaften. Insel Verlag, Berlin 2011, ISBN 978-3-458-17521-6.
- Farah, Shahbanou Of Iran. Queen of Persia. Collins, London 1978, ISBN 0-00-211239-6.
- Pierre Loti. Travels with the Legendary Traveller. Tauris Book, London 2004, ISBN 1-85043-429-8 (Für den US-Binnenmarkt wählte man den Titel The Legendary Romantic).
- Romain. Un regard particulier (= Un endroit où aller. 48). Éditions Actes Sud, Arles 1998, ISBN 2-7427-1749-8.

Als Herausgeberin
- The Game of Hearts. Letters of Harriette Wilson. Gryphon Books, London 1957. (EA New York 1955)